# Protestantyzm w Georgii

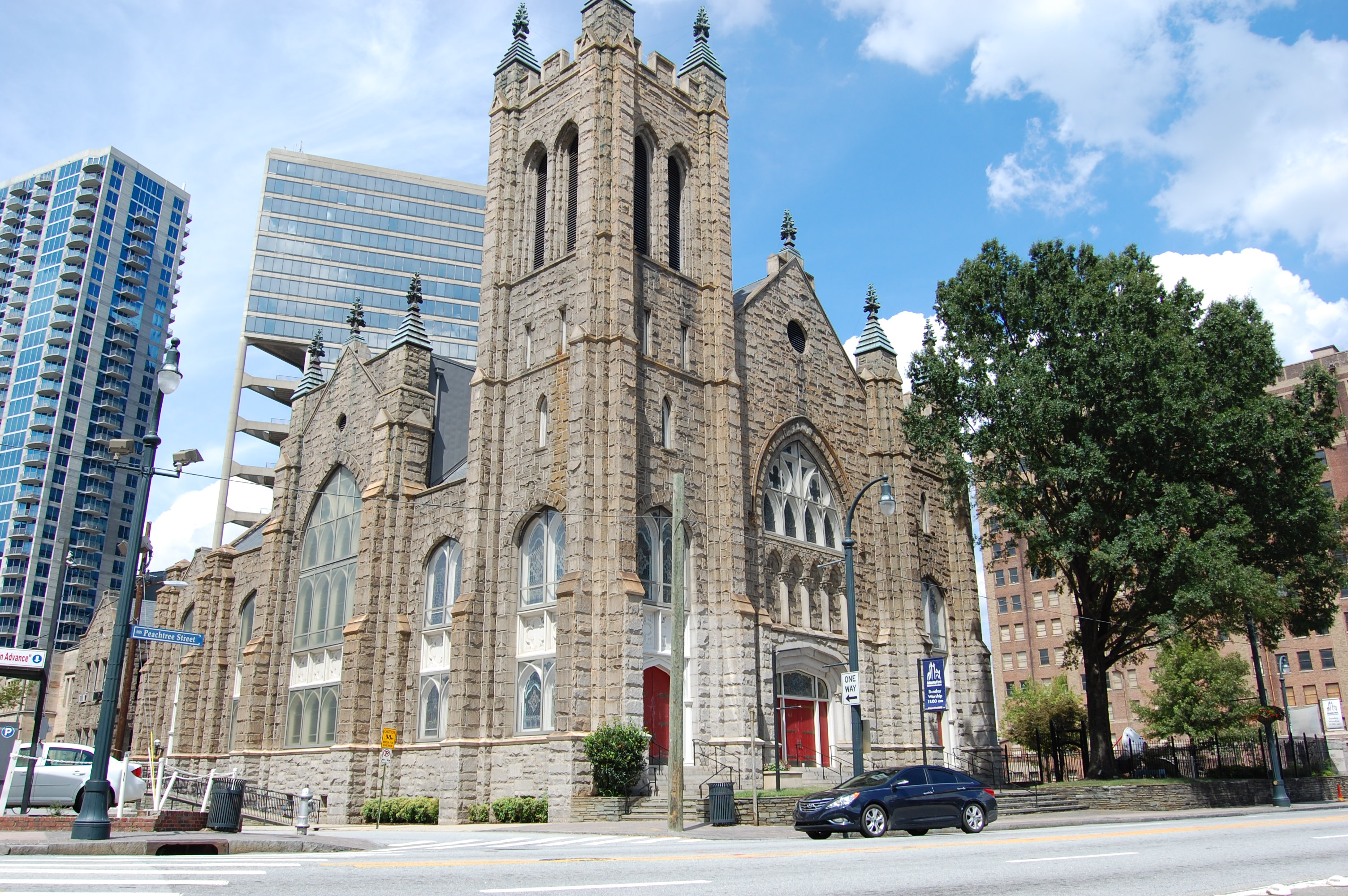
Pierwszy Zjednoczony Kościół Metodystyczny w Atlancie

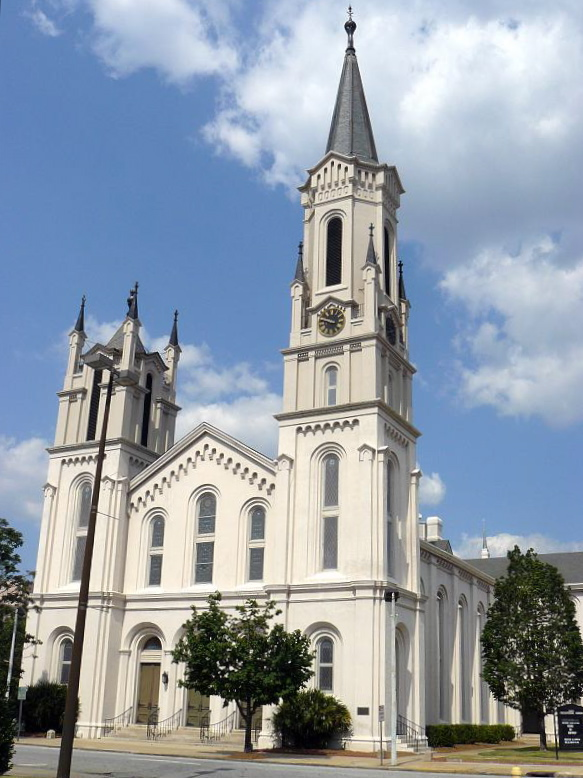
Pierwszy Kościół Prezbiteriański w Columbus

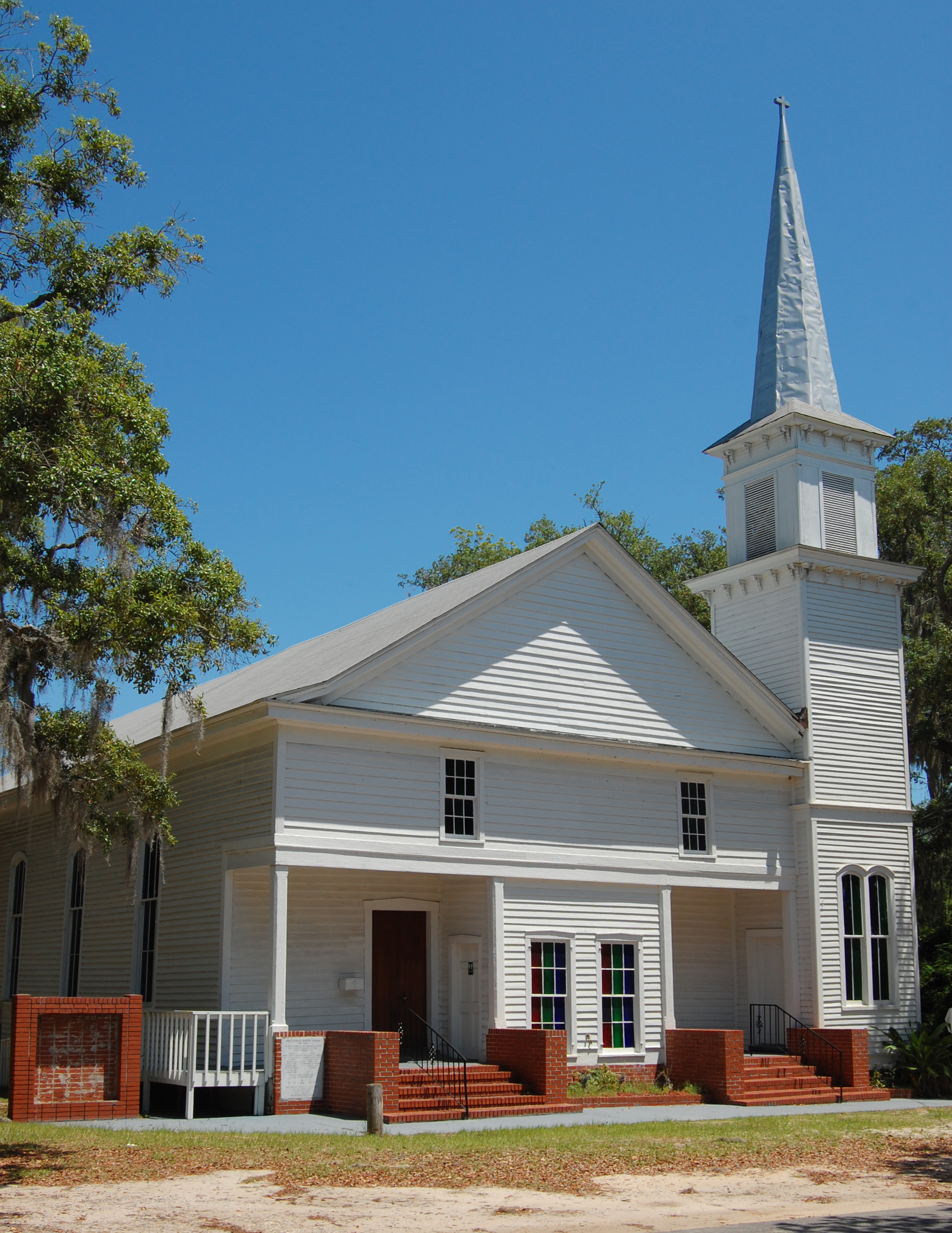
Pierwszy Afrykański Kościół Baptystyczny w Darien

Protestantyzm w Georgii – wyznawcy protestanckich wspólnot religijnych w amerykańskim stanie Georgia stanowią 67% ludności. Protestantyzm reprezentowany jest przez trzy główne nurty: ewangelikalizm (38%), historycznych czarnych protestantów (17%) i protestantyzm głównego nurtu (12%). Największe wyznania stanowią: baptyści (34%), bezdenominacyjni (8%), metodyści (7%) i zielonoświątkowcy (6%). Inne mniejsze grupy to: prezbiterianie, campbellici, anglikanie, adwentyści dnia siódmego i luteranie.
Według sondażu Pew Research Center w 2014 roku odpowiedzi mieszkańców stanu na pytania w sprawie wiary były następujące:
- 74% – „Absolutnie, na pewno wierzę w Boga”,
- 14% – „Prawie na pewno wierzę w Boga”,
- 4% – „Niezbyt pewnie wierzę w Boga”,
- 1% – „Nie wiem, czy wierzę w Boga”,
- 6% – „Nie wierzę w Boga”,
- 2% – inna odpowiedź.

## Dane statystyczne
Największe wspólnoty protestanckie w stanie Georgia według danych z 2010 roku:
| Lp. | Kościół                                          | Liczba zborów | Liczba członków | Procent ludności |
| --- | ------------------------------------------------ | ------------- | --------------- | ---------------- |
| 1.  | Południowa Konwencja Baptystyczna                | 3613          | 1 759 317       | 18,16%           |
| 2.  | Zjednoczony Kościół Metodystyczny                | 1550          | 619 394         | 6,39%            |
| 3.  | Bezdenominacyjni                                 | 1449          | 566 782         | 5,85%            |
| 4.  | Kościół Boży (Cleveland)                         | 532           | 175 184         | 1,81%            |
| 5.  | Narodowa Konwencja Baptystyczna USA              | 272           | 172 982         | 1,79%            |
| 6.  | Afrykański Kościół Metodystyczno-Episkopalny     | 540           | 117 271         | 1,21%            |
| 7.  | Kościół Prezbiteriański USA                      | 296           | 92 436          | 0,95%            |
| 8.  | Kościół episkopalny                              | 166           | 68 812          | 0,71%            |
| 9.  | Zbory Boże                                       | 253           | 56 268          | 0,58%            |
| 10. | Kościoły Chrystusowe                             | 417           | 55 105          | 0,57%            |
| 11. | Kościół Adwentystów Dnia Siódmego                | 197           | 45 780          | 0,47%            |
| 12. | Kościoły Chrześcijańskie i Kościoły Chrystusowe  | 163           | 43 168          | 0,45%            |
| 13. | Chrześcijański Kościół Metodystyczno-Episkopalny | 144           | 32 695          | 0,34%            |
| 14. | Kościół Prezbiteriański w Ameryce                | 139           | 31 991          | 0,33%            |
| 15. | Kościół Ewangelicko-Luterański w Ameryce         | 84            | 29 076          | 0,3%             |
| 16. | Kościół Boży w Chrystusie                        | 116           | 26 235          | 0,27%            |
| 17. | Kościół Chrześcijański (Uczniowie Chrystusa)     | 68            | 20 989          | 0,22%            |
| 18. | Zjednoczony Kościół Zielonoświątkowy             | 94            |                 |                  |
| 19. | Narodowa Misyjna Konwencja Baptystyczna          | 68            | 14 390          | 0,15%            |
| 20. | Amerykańskie Zbory Baptystyczne USA              | 19            | 13 978          | 0,14%            |
| 21. | Kościół Wesleyański                              | 27            | 13 778          | 0,14%            |
| 22. | Kościół Nazarejczyka                             | 93            | 11 292          | 0,12%            |
| 23. | Narodowe Stowarzyszenie Wolnej Woli Baptystów    | 114           | 10 301          | 0,11%            |
| 24. | Kościół Luterański Synodu Missouri               | 44            | 9975            | 0,1%             |